# Милка Тодоровић
Милка Тодоровић (1. април 1957) је југословенска фолк певачица.

## Биографија
Милка Тодоровић рођена је 1. априла 1957. у селу Горња Трешњица (општина Мали Зворник). Музичку каријеру је почела 1980. године. Године 1982. издаје албум "Бела марамица". На А страни плоче су се налазиле Милкине песме, док су се на Б страни налазиле песме групе "Калесијска тројка". Песма "Буди то што јеси" и насловна нумера су постали велики хитови. Наредних година настављају да се нижу хитови: "Мирис топлог лета" и "Немој ме заборавити" из 1983. ,"Жалим, жалим симпатијо моја" из 1984. и "Смисли дечко нешто ново" из 1985. Песме из 1983. рађене уз ансамбл Бранимира Ђокића, док су песме из наредне две године рађене уз ансамбл Томице Миљића. Од 1986. склапа сарадњу са Зораном Старчевићем која траје до 1989. године. Следе хитови "Своје не дам, туђе нећу", "Шта је живот", "Далеко си вољени", "Сећање" и "Анђеле мој". Албуме из 1990. и 1991. снима уз оркестар свог супруга Цветина Тодоровића. Запажена песма је била "Одлази из мог живота", насловна са албума из 1990. Године 1995. снима дует са веома популарним певачем Бајом Малим Книнџом - "Крајишник и Србијанка". Исте године усваја сина и повлачи се са естраде. 1998. издавачка кућа Супертон издаје компилацију Милкиних највећих хитова.

## Дискографија
- Бела марамица, 1982.
- Мирис топлог лета, 1983.
- Дала сам ти дала, 1984.
- Одљути се драгане, 1985.
- Своје не дам, туђе нећу, 1986.
- Далеко си вољени, 1987.
- Сећање, 1988.
- Пољуби ме, 1989.
- Одлази из мог живота, 1990.
- Свиђам ти се, 1991.
- Ускрс, 1993.
- Због тебе, 1994.
- Десило се чудо, 1995.